# 阶级斗争 (巴基斯坦)
阶级斗争，又称斗争（英語：The Struggle），是巴基斯坦的一个托洛茨基主义组织。1980年11月，一些被穆罕默德·齐亚·哈克军事独裁政权驱逐出境的左翼人士在荷兰阿姆斯特丹成立该组织，主要创始人是拉尔·汗。该组织自称为卡尔·马克思、弗拉基米尔·列宁和列夫·托洛茨基的政治遗产的继承者。该组织的成员曾加入巴基斯坦人民党，在其内部形成“马克思主义趋势”派别。该组织约有3000名成员，是目前巴基斯坦最大的马克思主义组织。
该组织曾是国际马克思主义趋势最大的支部。2016年，该组织因是否继续留在巴基斯坦人民党一事与国际马克思主义趋势发生分歧，并导致内部分裂，持赞成立场的多数派退出国际马克思主义趋势，持反对立场的少数派则继续留在国际马克思主义趋势并组成“红色敬礼”组织。

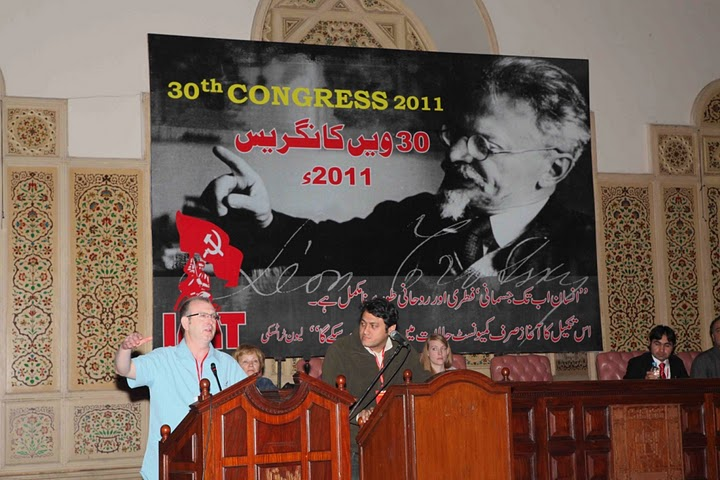
2011年，“阶级斗争”组织第30次代表大会

2014年诺贝尔和平奖获得者马拉拉·尤萨夫扎伊是该组织的支持者。
在2018年巴基斯坦大选中，该组织主要领导人之一阿里·瓦齐尔以独立人士身份当选巴基斯坦国民议会议员（代表南瓦济里斯坦特区）。